# Eutrichosomella aereiscapus
Eutrichosomella aereiscapus är en stekelart som beskrevs av Girault 1924. Eutrichosomella aereiscapus ingår i släktet Eutrichosomella och familjen växtlussteklar. Inga underarter finns listade i Catalogue of Life.